# صموئيل كاتس
صموئيل كاتس (بالإنجليزية: Samuel Katz)‏ هو عالم فيروسات وطبيب أمريكي، ولد في 1927 في مانشستر في الولايات المتحدة.